# ハイパー放射ミサイル
ハイパー放射ミサイル（ハイパーほうしゃミサイル）は、アニメ映画『宇宙戦艦ヤマト 完結編』に登場する架空のミサイル兵器。

## 概要
ディンギル帝国の使用する艦隊決戦兵器。ミサイルというよりは徹甲榴弾に近い性質を持ち、弾頭部が装甲を貫通し、装甲を溶融した直後に胴体部が縮んで起爆する。そして、爆発によって内側から敵艦を破壊すると同時に地球にとっては未知の放射性物質を艦内へ放出して乗組員を殺傷する。
『宇宙戦艦ヤマトシリーズ』における艦隊決戦兵器には、波動砲をはじめデスラー砲やブラックホール砲など、戦略や戦術の目的により様々なものが存在するが、「装備艦が限定されている」「発射には制約条件がある」などの制限が存在する。一方、ハイパー放射ミサイルは水雷艇や移動要塞母艦などに搭載されるため、通常兵器と同様の運用が可能である。しかし、ハイパー放射ミサイルにもそれ自体が消耗品で絶えざる補充を必要とするという制限があり、それはディンギル艦隊自体の行動範囲や行動期間の制限にもつながった。
単体の破壊力こそ大きくないものの、飽和攻撃で大型艦や敵艦隊を殲滅する点に特徴がある。しかし、ヤマト以外の艦船は戦艦であろうとも1発、ヤマトでも2発で行動不能にするほどの破壊力を持つ強力な兵器であることに変わりはない。
戦艦の装甲を破るほどの頑丈さと高速のためか、パルスレーザー砲や迎撃ミサイルによる迎撃も困難であり、被害を防ぐためには発射される前に水雷艇の方を撃沈するしかない。
なお、ミサイルとしての誘導性能は意外に低く、命中精度はあまり高くない。発射母機が水雷艇であることや運用方法から、兵器としての性格はミサイルというよりも20世紀前半の無誘導魚雷に近いことがうかがえる。（日本海軍の酸素魚雷がモデルと言われている。）

## 劇中での登場
銀河系核恒星系探査のヤマトへ初めて使用された結果、奇襲攻撃により乗組員は大勢が戦死したうえ、宇宙服の着用が辛うじて間に合った乗組員も仮死状態になり、ヤマトは戦闘能力を失った。
ルガール・ド・ザール率いる太陽系制圧艦隊は、地球艦隊の拡大波動砲の斉射を小ワープで回避し、波動砲攻撃直後に生じる空白時間に水雷戦隊からのミサイル斉射で地球艦隊を全滅させた。
中盤まではまともな迎撃手段がないために事実上無敵であり、地球側にとってはこの上ない脅威だったが、真田志郎によって対抗兵器の開発は進められており、アクエリアス発進直前には対ハイパー放射ミサイル艦首ビーム砲が完成する。これによりエネルギーの網に絡まったハイパー放射ミサイルは途端に融解して自爆させられ、有効性は一気に失われる。
迎撃手段が確立されて以降は登場しない。